# Santiago García
Santiago Damián García Correa (Montevidéu, 14 de setembro de 1990 – Mendoza, 4 de fevereiro de 2021) foi um futebolista uruguaio que atuou como centroavante.
Comparado ao liberiano George Weah, Morro García era um jogador que unia a força física à velocidade; apesar de não ter sido um jogador muito técnico, possuía grande faro de gol.

## Carreira

### Nacional
O atacante estreou na equipe profissional do Nacional em 2008, aos 17 anos, quando entrou na final do Campeonato Uruguaio e fez o gol do título do clube sobre o Defensor. Porém, Morro García só se tornou titular absoluto na temporada 2010–11. O jogador acabou virando ídolo da torcida, especialmente por marcar muitos gols contra o Peñarol, principal rival.
García foi o artilheiro do Campeonato Uruguaio de 2010–11, com 23 gols, nove à frente do vice artilheiro Cristian Palacios. Também foi o artilheiro do Torneo Apertura, encerrado em dezembro de 2010, com 15 gols.

### Atlético Paranaense
García acertou sua transferência para o Atlético Paranaense em junho de 2011, naquela que viria a ser a transferência mais cara da história do clube paranaense (aproximadamente 7 milhões de reais). Estreou no dia 9 de julho, contra o Avaí, num empate em 0–0 válido pelo Campeonato Brasileiro. Já no dia 23 de julho, também pelo Brasileirão, marcou os dois gols da vitória de 2–1 contra o Botafogo, seus únicos gols pelo clube.
Após viver péssimo momento no Atlético, chegando a ser criticado publicamente pelo treinador Renato Gaúcho, García teve o seu contrato rescindido pelo Furacão.

### Kasımpaşa
Em agosto de 2012 foi devolvido ao Nacional. No entanto, dias depois acertou com o Kasımpaşa, da Turquia.

### Retorno ao Nacional
No dia 5 de julho de 2013, acertou seu retorno ao Nacional do Uruguai, onde atuou até meados de 2014. Em seu retorno ao clube, não manteve as mesmas atuações do início da carreira e sua passagem foi marcada por um incidente uma partida entre Nacional e Peñarol. Neste jogo, houve uma briga generalizada e vários jogadores foram presos e levados para delegacia, incluindo Morro. Como punição ao ocorrido, pegou três meses de suspensão e foi proibido de jogar em território uruguaio por seis meses. Nos jogos da Libertadores em outros países, o jogador tinha que pagar uma fiança para poder viajar.

### River Plate-URU
Em agosto de 2014, foi contratado pelo River Plate para jogar a Copa Sul-Americana e substituir o atacante Sebastián Taborda. O jogador assinou um contrato apenas para atuar, sem receber salário do clube.

### Godoy Cruz
Em 2016 foi contratado pelo Godoy Cruz, da Argentina. Último clube da sua carreira, atuou com a camisa do Godoy até ser afastado por ter contraído a COVID-19. No clube de Mendoza, retornou ao seu bom futebol e virou ídolo e artilheiro da Superliga Argentina de 2017–18, quando o clube finalizou o torneio como vice-campeão. Também foi destaque no primeiro jogo das oitavas de final da Copa Libertadores da América de 2019, quando marcou os dois gols do Godoy no empate de 2 a 2 com o Palmeiras.
No Godoy Cruz, totalizou 118 jogos e 50 gols marcados, sendo, até então, o maior artilheiro da história do Bodeguero.

## Doping
No dia 12 de junho de 2011, num jogo entre Nacional e Defensor válido pelo Campeonato Uruguaio, o jogador foi pego no antidoping por uso de cocaína (o jogador sempre negou o uso). Como punição pelo tribunal esportivo local, o jogador ficou proibido de atuar em solo uruguaio por dois anos, o que não resultou em agravo em sua carreira, pois García, na época da sentença, já atuava pelo clube brasileiro.

## Morte
Em 6 de fevereiro de 2021, foi encontrado morto em sua casa, em Mendoza, com um tiro no peito, após suicidar-se dois dias antes. Afastado do jogos desde que testou positivo para COVID-19 em 22 de janeiro, estava isolado em sua casa, mas já havia um quadro de depressão, com tratamento psiquiátricos por profissionais indicados pelo clube.

## Estatísticas
Atualizadas até 22 de setembro de 2012
| Clube               | Temporada         | Campeonato Nacional | Campeonato Nacional | Copa Nacional | Copa Nacional | Competição Internacional¹ | Competição Internacional¹ | Outros Torneios² | Outros Torneios² | Total | Total |
| Clube               | Temporada         | Jogos               | Gols                | Jogos         | Gols          | Jogos                     | Gols                      | Jogos            | Gols             | Jogos | Gols  |
| ------------------- | ----------------- | ------------------- | ------------------- | ------------- | ------------- | ------------------------- | ------------------------- | ---------------- | ---------------- | ----- | ----- |
| Atlético Paranaense | 2011              | 15                  | 2                   | 0             | 0             | 1                         | 0                         | 0                | 0                | 16    | 2     |
| Atlético Paranaense | 2012              | 0                   | 0                   | 0             | 0             | 0                         | 0                         | 2                | 0                | 2     | 0     |
| Atlético Paranaense | Total             | 15                  | 2                   | 0             | 0             | 1                         | 0                         | 2                | 0                | 18    | 2     |
| Kasımpaşa           | 2012              | 1                   | 0                   | 2             | 2             | 0                         | 0                         | 0                | 0                | 3     | 2     |
| Kasımpaşa           | Total             | 1                   | 0                   | 2             | 2             | 0                         | 0                         | 0                | 0                | 3     | 2     |
| Nacional            | 2013              | 5                   | 0                   | 2             | 2             | 0                         | 0                         | 0                | 0                | 5     | 0     |
| Nacional            | Total             | 5                   | 0                   | 0             | 0             | 0                         | 0                         | 0                | 0                | 5     | 0     |
| Total na carreira   | Total na carreira | 21                  | 2                   | 2             | 2             | 1                         | 0                         | 2                | 0                | 26    | 4     |

¹Em competições continentais, incluindo jogos e gols da Copa Libertadores da América e Copa Sul-Americana.
²Em outros, incluindo jogos e gols pelo Campeonato Paranaense.

## Títulos
Nacional
- Campeonato Uruguaio: 2008–09 e 2010–11

### Outras conquistas
Nacional
- Liguilla Pré-Libertadores da América: 2009
- Copa Bimbo: 2010 e 2011